# PinkPantheress/Diskografie
Diese Diskografie ist eine Übersicht über die musikalischen Werke der britischen Popsängerin PinkPantheress. Den Schallplattenauszeichnungen zufolge hat sie bisher mehr als 5,5 Millionen Tonträger verkauft, davon alleine in ihrer Heimat über drei Millionen. Ihre erfolgreichste Veröffentlichung ist die Single Boy’s a Liar Pt. 2 mit mehr als 1,9 Millionen verkauften Einheiten.

## Alben

### Studioalben
| Jahr | Titel Musiklabel                  | Höchstplatzierung, Gesamtwochen, AuszeichnungChartplatzierungen (Jahr, Titel, Musiklabel, Platzierungen, Wochen, Auszeichnungen, Anmerkungen) | Höchstplatzierung, Gesamtwochen, AuszeichnungChartplatzierungen (Jahr, Titel, Musiklabel, Platzierungen, Wochen, Auszeichnungen, Anmerkungen) | Höchstplatzierung, Gesamtwochen, AuszeichnungChartplatzierungen (Jahr, Titel, Musiklabel, Platzierungen, Wochen, Auszeichnungen, Anmerkungen) | Höchstplatzierung, Gesamtwochen, AuszeichnungChartplatzierungen (Jahr, Titel, Musiklabel, Platzierungen, Wochen, Auszeichnungen, Anmerkungen) | Höchstplatzierung, Gesamtwochen, AuszeichnungChartplatzierungen (Jahr, Titel, Musiklabel, Platzierungen, Wochen, Auszeichnungen, Anmerkungen) | Anmerkungen                                                |
| Jahr | Titel Musiklabel                  | DE | AT | CH | UK | US | Anmerkungen                                                |
| ---- | --------------------------------- | --- | --- | --- | --- | --- | ---------------------------------------------------------- |
| 2023 | Heaven Knows Warner Records (WMG) | — | — | CH84 (1 Wo.)CH | UK28 (1 Wo.)UK | US61 (2 Wo.)US | Erstveröffentlichung: 10. November 2023 Verkäufe: + 40.000 |

### Remixalben
| Jahr | Titel Musiklabel                           | Anmerkungen                           |
| ---- | ------------------------------------------ | ------------------------------------- |
| 2022 | To Hell with It (Remixes) Parlophone (WMG) | Erstveröffentlichung: 28. Januar 2022 |

### Mixtapes
| Jahr | Titel Musiklabel                 | Höchstplatzierung, Gesamtwochen, AuszeichnungChartplatzierungen (Jahr, Titel, Musiklabel, Platzierungen, Wochen, Auszeichnungen, Anmerkungen) | Höchstplatzierung, Gesamtwochen, AuszeichnungChartplatzierungen (Jahr, Titel, Musiklabel, Platzierungen, Wochen, Auszeichnungen, Anmerkungen) | Höchstplatzierung, Gesamtwochen, AuszeichnungChartplatzierungen (Jahr, Titel, Musiklabel, Platzierungen, Wochen, Auszeichnungen, Anmerkungen) | Höchstplatzierung, Gesamtwochen, AuszeichnungChartplatzierungen (Jahr, Titel, Musiklabel, Platzierungen, Wochen, Auszeichnungen, Anmerkungen) | Höchstplatzierung, Gesamtwochen, AuszeichnungChartplatzierungen (Jahr, Titel, Musiklabel, Platzierungen, Wochen, Auszeichnungen, Anmerkungen) | Anmerkungen                                                |
| Jahr | Titel Musiklabel                 | DE | AT | CH | UK | US | Anmerkungen                                                |
| ---- | -------------------------------- | --- | --- | --- | --- | --- | ---------------------------------------------------------- |
| 2021 | To Hell with It Parlophone (WMG) | — | — | — | UK20 Gold · (5 Wo.)UK | US73 (1 Wo.)US | Erstveröffentlichung: 15. Oktober 2021 Verkäufe: + 107.500 |
| 2025 | Fancy That Warner Records (WMG)  | — | — | CH46 (1 Wo.)CH | UK3 (3 Wo.)UK | US72 (1 Wo.)US | Erstveröffentlichung: 9. Mai 2025                          |

### EPs
| Jahr | Titel Musiklabel                  | Anmerkungen                             |
| ---- | --------------------------------- | --------------------------------------- |
| 2022 | Take Me Home Warner Records (WMG) | Erstveröffentlichung: 16. Dezember 2022 |

## Singles

### Als Leadmusikerin
| Jahr | Titel Album                      | Höchstplatzierung, Gesamtwochen, AuszeichnungChartplatzierungen (Jahr, Titel, Album, Platzierungen, Wochen, Auszeichnungen, Anmerkungen) | Höchstplatzierung, Gesamtwochen, AuszeichnungChartplatzierungen (Jahr, Titel, Album, Platzierungen, Wochen, Auszeichnungen, Anmerkungen) | Höchstplatzierung, Gesamtwochen, AuszeichnungChartplatzierungen (Jahr, Titel, Album, Platzierungen, Wochen, Auszeichnungen, Anmerkungen) | Höchstplatzierung, Gesamtwochen, AuszeichnungChartplatzierungen (Jahr, Titel, Album, Platzierungen, Wochen, Auszeichnungen, Anmerkungen) | Höchstplatzierung, Gesamtwochen, AuszeichnungChartplatzierungen (Jahr, Titel, Album, Platzierungen, Wochen, Auszeichnungen, Anmerkungen) | Anmerkungen                                                                                       | [↑]: gemeinsam behandelt mit vorhergehendem Eintrag; [←]: in beiden Charts platziert |
| Jahr | Titel Album                      | DE | AT | CH | UK | US | Anmerkungen                                                                                       |                                                                                      |
| ---- | -------------------------------- | --- | --- | --- | --- | --- | ------------------------------------------------------------------------------------------------- | ------------------------------------------------------------------------------------ |
| 2021 | Break It Off To Hell with It     | — | — | — | UK74 Silber · (5 Wo.)UK | — | Erstveröffentlichung: 4. Juni 2021 Verkäufe: + 240.000; Original: Adam F – Circles                |                                                                                      |
| 2021 | Pain To Hell with It             | — | — | — | UK35 Platin · (9 Wo.)UK | — | Erstveröffentlichung: 7. Juni 2021 Verkäufe: + 725.000; Original: Sweet Female Attitude – Flowers |                                                                                      |
| 2021 | Passion To Hell with It          | — | — | — | UK73 (3 Wo.)UK | — | Erstveröffentlichung: 1. Juli 2021                                                                |                                                                                      |
| 2021 | Just for Me To Hell with It      | — | — | — | UK27 Silber · (12 Wo.)UK | — | Erstveröffentlichung: 13. August 2021 Verkäufe: + 200.000                                         |                                                                                      |
| 2021 | I Must Apologise To Hell with It | — | — | — | UK85 Silber · (2 Wo.)UK | — | Erstveröffentlichung: 6. Oktober 2021 Verkäufe: + 200.000                                         |                                                                                      |
| 2022 | Where You Are –                  | — | — | — | UK58 (2 Wo.)UK | — | Erstveröffentlichung: 22. April 2022 feat. Willow                                                 |                                                                                      |
| 2022 | Do You Miss Me? Take Me Home     | — | — | — | — | — | Erstveröffentlichung: 15. November 2022                                                           |                                                                                      |
| 2022 | Boy’s a Liar Take Me Home        | — | — | — | UK2 ×2Doppelplatin · (39 Wo.)UK | — | Erstveröffentlichung: 30. November 2022 Verkäufe: + 1.200.000                                     |                                                                                      |
| 2023 | Boy’s a Liar Pt. 2 Heaven Knows  | DE32 (9 Wo.)DE | AT28 Gold · (7 Wo.)AT | CH18 Platin · (11 Wo.)CH[UK: ↑] | UK2 ×2Doppelplatin · (39 Wo.)UK | US3 Platin · (22 Wo.)US | Erstveröffentlichung: 3. Februar 2023 Verkäufe: + 1.955.000; feat. Ice Spice                      |                                                                                      |
| 2023 | Mosquito Heaven Knows            | — | — | — | UK74 (1 Wo.)UK | — | Erstveröffentlichung: 29. September 2023                                                          |                                                                                      |
| 2023 | Capable of Love Heaven Knows     | — | — | — | — | — | Erstveröffentlichung: 12. Oktober 2023                                                            |                                                                                      |
| 2023 | Nice to Meet You Heaven Knows    | — | — | — | UK20 (3 Wo.)UK | — | Erstveröffentlichung: 10. November 2023 feat. Central Cee                                         |                                                                                      |
| 2024 | Turn It Up –                     | — | — | — | UK94 (1 Wo.)UK | — | Erstveröffentlichung: 24. Mai 2024                                                                |                                                                                      |
| 2025 | Tonight Fancy That               | — | — | — | UK35 (6 Wo.)UK | — | Erstveröffentlichung: 4. April 2025                                                               |                                                                                      |
| 2025 | Stateside Fancy That             | — | — | — | UK66 (2 Wo.)UK | — | Erstveröffentlichung: 25. April 2025                                                              |                                                                                      |
| 2025 | Illegal Fancy That               | — | — | — | UK22 (… Wo.)UK | US96 (1 Wo.)US | Erstveröffentlichung: 6. Juni 2025                                                                |                                                                                      |

### Als Gastmusikerin
| Jahr | Titel Album                  | Höchstplatzierung, Gesamtwochen, AuszeichnungChartplatzierungen (Jahr, Titel, Album, Platzierungen, Wochen, Auszeichnungen, Anmerkungen) | Höchstplatzierung, Gesamtwochen, AuszeichnungChartplatzierungen (Jahr, Titel, Album, Platzierungen, Wochen, Auszeichnungen, Anmerkungen) | Höchstplatzierung, Gesamtwochen, AuszeichnungChartplatzierungen (Jahr, Titel, Album, Platzierungen, Wochen, Auszeichnungen, Anmerkungen) | Höchstplatzierung, Gesamtwochen, AuszeichnungChartplatzierungen (Jahr, Titel, Album, Platzierungen, Wochen, Auszeichnungen, Anmerkungen) | Höchstplatzierung, Gesamtwochen, AuszeichnungChartplatzierungen (Jahr, Titel, Album, Platzierungen, Wochen, Auszeichnungen, Anmerkungen) | Anmerkungen                                                                                   |
| Jahr | Titel Album                  | DE | AT | CH | UK | US | Anmerkungen                                                                                   |
| ---- | ---------------------------- | --- | --- | --- | --- | --- | --------------------------------------------------------------------------------------------- |
| 2022 | Bbycakes Demon Time          | — | — | — | UK71 (1 Wo.)UK | — | Erstveröffentlichung: 22. Februar 2022 Mura Masa feat. Lil Uzi Vert, PinkPantheress & Shygirl |
| 2022 | Picture in My Mind –         | — | — | — | — | — | Erstveröffentlichung: 10. August 2022 Sam Gellaitry feat. PinkPantheress                      |
| 2023 | Way Back Don’t Get Too Close | — | — | — | — | — | Erstveröffentlichung: 5. Januar 2023 Skrillex feat. PinkPantheress & Trippie Redd             |

## Musikvideos
| Jahr | Titel              | Regie                            |
| ---- | ------------------ | -------------------------------- |
| 2021 | Just for Me        | Lauzza & PinkPantheress          |
| 2022 | Where You Are      | Brthr                            |
| 2022 | Picture in My Mind | Aidan Zamiri                     |
| 2022 | Do You Miss Me?    | Lengurz                          |
| 2023 | Boy’s a Liar Pt. 2 | George Buford & Frederick Buford |

## Autorenbeteiligungen
| Jahr | Titel Album          | Höchstplatzierung, Gesamtwochen, AuszeichnungChartplatzierungen (Jahr, Titel, Album, Platzierungen, Wochen, Auszeichnungen, Anmerkungen) | Höchstplatzierung, Gesamtwochen, AuszeichnungChartplatzierungen (Jahr, Titel, Album, Platzierungen, Wochen, Auszeichnungen, Anmerkungen) | Höchstplatzierung, Gesamtwochen, AuszeichnungChartplatzierungen (Jahr, Titel, Album, Platzierungen, Wochen, Auszeichnungen, Anmerkungen) | Höchstplatzierung, Gesamtwochen, AuszeichnungChartplatzierungen (Jahr, Titel, Album, Platzierungen, Wochen, Auszeichnungen, Anmerkungen) | Höchstplatzierung, Gesamtwochen, AuszeichnungChartplatzierungen (Jahr, Titel, Album, Platzierungen, Wochen, Auszeichnungen, Anmerkungen) | Anmerkungen                                                                               |
| Jahr | Titel Album          | DE | AT | CH | UK | US | Anmerkungen                                                                               |
| ---- | -------------------- | --- | --- | --- | --- | --- | ----------------------------------------------------------------------------------------- |
| 2021 | Obsessed with You 23 | — | — | CH65 (5 Wo.)CH | UK4 Platin · (15 Wo.)UK | — | Erstveröffentlichung: 10. September 2021 Verkäufe: + 950.000; Interpretation: Central Cee |

## Promoveröffentlichungen
| Jahr | Titel Album        | Anmerkungen                           |
| ---- | ------------------ | ------------------------------------- |
| 2021 | Just a Waste –     | Erstveröffentlichung: 5. Februar 2021 |
| 2021 | Attracted to You – | Erstveröffentlichung: 9. Juli 2021    |

## Sonderveröffentlichungen
| Jahr | Titel Album                      | Anmerkungen                                                                                     |
| ---- | -------------------------------- | ----------------------------------------------------------------------------------------------- |
| 2021 | Evian Haram!                     | Erstveröffentlichung: 18. Juni 2021 GoldLink feat. PinkPantheress, Rizloski & Rax               |
| 2022 | Obsessed with You 23             | Erstveröffentlichung: 25. Februar 2022 Central Cee                                              |
| 2022 | Tinkerbell Is Overrated Beatopia | Erstveröffentlichung: 15. Juli 2022 Beabadoobee feat. PinkPantheress                            |
| 2022 | Bbycakes Demon Time              | Erstveröffentlichung: 16. September 2022 Mura Masa feat. Lil Uzi Vert, PinkPantheress & Shygirl |
| 2022 | Killstreaks The Melodic Blue     | Erstveröffentlichung: 28. Oktober 2022 Baby Keem feat. Don Toliver & PinkPantheress             |
| 2023 | Way Back Don’t Get Too Close     | Erstveröffentlichung: 18. Februar 2023 Skrillex feat. PinkPantheress                            |

| Jahr | Titel Soundtrack                                                       | Anmerkungen                                                      |
| ---- | ---------------------------------------------------------------------- | ---------------------------------------------------------------- |
| 2022 | Anya Mmiri Black Panther: Wakanda Forever – Music from and Inspired By | Erstveröffentlichung: 4. November 2022 CKay feat. PinkPantheress |

## Statistik

### Chartauswertung
|                     | DE    | AT    | CH    | UK    | US    |
| ------------------- | ----- | ----- | ----- | ----- | ----- |
| Nummer-eins-Alben   | DE—DE | AT—AT | CH—CH | UK—UK | US—US |
| Top-10-Alben        | DE—DE | AT—AT | CH—CH | UK1UK | US—US |
| Alben in den Charts | DE—DE | AT—AT | CH2CH | UK3UK | US2US |

|                       | DE    | AT    | CH    | UK     | US    |
| --------------------- | ----- | ----- | ----- | ------ | ----- |
| Nummer-eins-Singles   | DE—DE | AT—AT | CH—CH | UK—UK  | US—US |
| Top-10-Singles        | DE—DE | AT—AT | CH—CH | UK1UK  | US1US |
| Singles in den Charts | DE1DE | AT1AT | CH1CH | UK14UK | US3US |

### Auszeichnungen für Musikverkäufe
| Goldene Schallplatte - Dänemark - 2024: für die Single Boy’s a Liar Pt. 2 - Frankreich - 2022: für die Autorenbeteiligung Obsessed with You - 2023: für die Single Boy’s a Liar Pt. 2 - 2025: für die Single Pain - Italien - 2023: für die Autorenbeteiligung Obsessed with You - 2024: für die Single Boy’s a Liar Pt. 2 - Kanada - 2022: für die Single Break It Off - 2022: für die Autorenbeteiligung Obsessed with You - 2023: für das Album To Hell with It - 2024: für das Album Heaven Knows - Niederlande - 2022: für die Autorenbeteiligung Obsessed with You - Polen - 2024: für die Single Pain - Portugal - 2023: für die Single Boy’s a Liar Pt. 2 - Schweden - 2023: für die Autorenbeteiligung Obsessed with You | Platin-Schallplatte - Australien - 2022: für die Autorenbeteiligung Obsessed with You - Polen - 2023: für die Single Boy’s a Liar Pt. 2 - Portugal - 2022: für die Autorenbeteiligung Obsessed with You 2× Platin-Schallplatte - Neuseeland - 2023: für die Single Boy’s a Liar Pt. 2 3× Platin-Schallplatte - Australien - 2023: für die Single Boy’s a Liar Pt. 2 5× Platin-Schallplatte - Kanada - 2025: für die Single Boy’s a Liar Pt. 2 |

Anmerkung: Auszeichnungen in Ländern aus den Charttabellen bzw. Chartboxen sind in ebendiesen zu finden.
| Land/RegionAuszeichnungen für Musikverkäufe (Land/Region, Auszeichnungen, Verkäufe, Quellen) | Silber     | Gold       | Platin       | Verkäufe  | Quellen                       |
| -------------------------------------------------------------------------------------------- | ---------- | ---------- | ------------ | --------- | ----------------------------- |
| Australien (ARIA)                                                                            | —          | —          | 4× Platin4   | 280.000   | aria.com.au                   |
| Dänemark (IFPI)                                                                              | —          | Gold1      | —            | 45.000    | ifpi.dk                       |
| Frankreich (SNEP)                                                                            | —          | 3× Gold3   | —            | 200.000   | snepmusique.com               |
| Italien (FIMI)                                                                               | —          | 2× Gold2   | —            | 85.000    | fimi.it                       |
| Kanada (MC)                                                                                  | —          | 3× Gold3   | 5× Platin5   | 520.000   | musiccanada.com               |
| Neuseeland (RMNZ)                                                                            | —          | Gold1      | 2× Platin2   | 67.500    | aotearoamusiccharts.co.nz NZ2 |
| Niederlande (NVPI)                                                                           | —          | Gold1      | —            | 40.000    | nvpi.nl                       |
| Österreich (IFPI)                                                                            | —          | Gold1      | —            | 15.000    | ifpi.at                       |
| Polen (ZPAV)                                                                                 | —          | Gold1      | Platin1      | 75.000    | olis.pl                       |
| Portugal (AFP)                                                                               | —          | Gold1      | Platin1      | 15.000    | Einzelnachweise               |
| Schweden (IFPI)                                                                              | —          | Gold1      | —            | 40.000    | sverigetopplistan.se          |
| Schweiz (IFPI)                                                                               | —          | —          | Platin1      | 20.000    | hitparade.ch                  |
| Vereinigte Staaten (RIAA)                                                                    | —          | —          | Platin1      | 1.000.000 | riaa.com                      |
| Vereinigtes Königreich (BPI)                                                                 | 3× Silber3 | Gold1      | 4× Platin4   | 3.100.000 | bpi.co.uk                     |
| Insgesamt                                                                                    | 3× Silber3 | 16× Gold16 | 19× Platin19 |           |                               |